# لی دورانت
لی دورانت (انگلیسی: Lee Durrant؛ زادهٔ ۱۸ دسامبر ۱۹۷۳) بازیکن فوتبال اهل بریتانیا است.
از باشگاه‌هایی که در آن بازی کرده‌است می‌توان به باشگاه فوتبال لوستوفت و باشگاه فوتبال ایپسویچ تاون اشاره کرد.